# 乃蠻汗國
乃蠻汗國是乃蠻部在12世紀中期—13世紀初建立的汗國，是遼朝滅亡的結果。它控制了阿爾泰山、蒙古西部和哈薩克東部的土地。

## 歷史
1125年遼國滅亡后，乃蠻人建立了自己的國家。1143年，亦難赤必勒格汗成為他們的統治者。乃蠻人佔領了克烈部、阿爾泰、蒙古西部和哈薩克東部的土地。從它存在的一開始，它就對克烈部採取敵對立場，挑戰他們的霸權。有幾次，亦難察汗設法讓他的心腹登上克烈部的王位，但在他死後，在12世紀末—13世紀初，乃蠻汗國本身分裂成兩部分，由亦難察的兩個兒子塔陽汗和不欲魯黑汗領導。1201年，他們被蒙古-克烈聯軍擊敗。
1204年，蒙古人入侵乃蠻汗國，擊敗塔陽汗；1206年，擊敗了不欲魯克汗。乃蠻人與他們的塔陽之子屈出律一起離開杭愛山前往阿爾泰山，在那裡他們與先前被蒙古人擊敗的蔑兒乞人和克烈人的殘餘勢力會合。蔑兒乞人餘部後來在額爾濟斯河支流被速不台擊敗，殘餘的乃蠻人和屈出律再次逃亡，前往七河地區(西遼)。